# Rema
REMA S.A. jest jednym z producentów obrabiarek drewna oraz materiałów drewnopochodnych w Polsce. Przedsiębiorstwo istnieje w branży przemysłowej od 1951 roku. Spółka produkuje pilarki tarczowe przeznaczone do piłowania płyt laminowanych (meblarskich) i płyt drewnopochodnych. Siedziba firmy znajduje się w miejscowości Reszel (województwo warmińsko-mazurskie).

## Historia
Zakład powstał w drugiej połowie XIX wieku jako odlewnia żeliwa. W okresie międzywojennym produkował maszyny i urządzenia rolnicze, a po przyłączeniu Ziem Północnych do Polski w 1945 r. był jednym z pierwszych zakładów przemysłowych uruchomionych na terenie ówczesnego woj. olsztyńskiego. W czerwcu 1945 roku, jako pierwsza została uruchomiona kuźnia. W listopadzie przedsiębiorstwo zostało przejęte przez Północne Zjednoczenie Maszyn Rolniczych w Gdańsku. Zakład rozpoczął wtedy produkcję maszyn rolniczych i obrabiarek do przerobu torfu oraz przyjął nazwę Państwowa Fabryka Maszyn Rolniczych. Trzy lata później fabryka została przyporządkowana Dyrekcji Przemysłu Miejscowego w Olsztynie i zmieniła nazwę na Zakłady Mechaniczne i Odlewni. Uległ zmianie asortyment produkcji. Zakład podjął produkcję wciągarek budowlanych oraz maszyn i urządzeń dla fabryk torfu ściółkowego. Z dniem 1 stycznia 1952 r. przedsiębiorstwo zostało przejęte przez Zarząd Przemysłu Maszynowego Leśnictwa i zmieniło nazwę na Reszelski Zakład Przemysłu Maszynowego Leśnictwa. W okresie 1953–1962 produkcja zróżnicował się i obok produkcji prostych urządzeń (zestawy kołowe, ławy skrętne, wyciągarki) wytwarzano asortyment precyzyjniejszych w wykonaniu, taki jak: sprężarki do ciągników, pompy hydrauliczne, pilarki tarczowe. Od roku 1963 zakład, po dokonaniu przez Zjednoczenie podziału asortymentu obrabiarek do drewna na kilkanaście fabryk w Polsce, zaczął specjalizować się w produkcji pilarek tarczowych oraz rębaków i rozdrabniarek. W latach 1973–1985 następuje rozbudowa zakładu. Uruchomiona zostaje nowa odlewnia oraz są budowane nowe hale produkcyjne. W latach 1983 r. utworzony zostaje wydział zamiejscowy w Bisztynku, produkujący pilarki gospodarcze. Blisko 70% produkcji w tym okresie to eksport do kraju byłego bloku komunistycznego oraz RFN, USA i Kanady.
W grudniu 1990 r. przedsiębiorstwo zostało przekształcone w spółkę akcyjną (jednoosobowa spółka Skarbu Państwa) i zmieniło nazwę na REMA Spółka Akcyjna.

### Współczesny profil działalności
Podstawowym produktem współcześnie wytwarzanym przez przedsiębiorstwo REMA są pilarki tarczowe z wrzecionkiem podcinającym do cięcia drewna i płyt meblarskich. Wytwarzane są także pilarki poprzeczne, budowlane, ukośne, ramieniowe, wielopiłowe, obrabiarki wieloczynnościowe oraz urządzenia odpylające. Wydział Odlewni wytwarza odlewy z żeliwa szarego, sferoidalnego i stopowego.